# Rossinyol

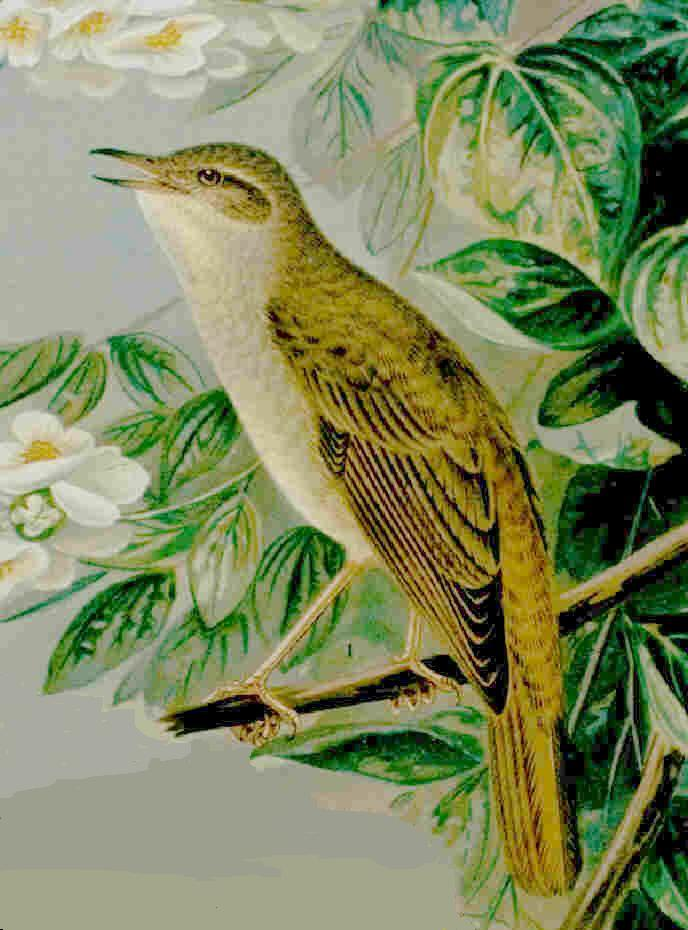
Un ruiseñor, pintura de 1905 por J. F. Naumann.

«Rossinyol» es una canción tradicional catalana. Según Jaume Ayats, es una balada tradicional que expresa las quejas de una malcasada.
Esta canción no se debería de confundir con el poema musicado de Jacint Verdaguer de Cançó del Rossinyol, también musicado por diversos intérpretes.

## Simbolismo
La letra se centra en la figura del ruiseñor, quien se convierte en el mensajero del mensaje de la joven a su madre ya que esta casada en contra de su voluntad con un pastor.
En la lírica medieval eran numerosas las canciones de este tipo, las líricas de las malcasadas, ya que los casamientos solían ser pactados entre las familias, sin tener en cuenta los sentimientos de la hija.A menudo estos casamientos se producían con hombres muy mayores, hecho que llevaba a que en estas canciones se los ridiculizase.
Para Joan Manuel Serrat, uno de los numerosos intérpretes de la canción, "El Rossinyol" no representa solo el sentimiento de añoranza y la comunicación a través de las fronteras, sino además un comentario sobre la falta de autonomía personal (más aún en el medievo, donde las mujeres no tenían ninguna potestad de expresión), además de un canto de búsqueda de libertad y expresión de emociones con el uso del ruiseñor como metáfora.
Esta también se ha utilizado, en contexto catalán, para referirse a la voluntad independentista de este territorio respecto al resto del estado español.Joan Báez, una de las más conocidas intérpretes de dicha canción y defensora de causas sociales, la cantó en contadas ocasiones en territorio catalán, llegando a dedicarla a Carles Puigdemont, presidente de la Generalidad de Cataluña y promotor del referéndum sobre la independencia de Cataluña que llevó a los sucesos del 1-O.

## Origen
La canción de origen rosellonés, no tiene un origen preciso, llegando a dudar respecto a su procedencia entre origen pirenáico, norteamericano o provenzal.Su escritura y el lenguaje utilizado en esta composición son propios de la lírica del s. XVIII, por lo cual se considera que el origen puede estar en esta época.
Su primer aparición escrita será en 1882 al Romancillo Catalán de Milà i Fontanals con el título Mensaje.Pronto se hizo conocida entre los círculos modernistas, que llevarían adelante diversas versiones que superarían en fama a la versión original de Milà i Fontanals.

## Versiones de artistas
Con la llegada del s. XX, la canción se adaptó a versiones de todo tipo. Tras la versión original, se han llevado a cabo diversas versiones y interpretaciones del tema que han integrado el tema en el ideario popular, llegando a hacerlo conocido en el ámbito internacional. 
El 1901 Joan Guasch publicó en "Cançons populars catalanes" su versión, incluyendo una letra y una partitura. 
Al año 1907, la encontramos en la obra de Aureli Capmany "Cançoner Popular" amb el título de Lo Rossinyol.  Según este, la canción es de origen rosellonés, ya que considera que este territorio es catalán y al referirse a él como "Rossinyol, que vas a França" hace referencia a que va a la nación vecina.
El paso del tiempo ha dado lugar a diversas interpretaciones. Joan Manuel Serrat lanzó su propia versión en 1968. En ella, el cantautor conocido por fusionar la música con la poesía, alterna el orden de algunos versos y algunas palabras para crear su propia versión.
Otra de las famosas intérpretes de esta poesía tradicional ha sido Lidia Puyol, quien musicó la composición original en 2003, adaptándolo a sus cualidades y cambiando aquellas partes que considera que no le convencen.
En 1981, Imanol Uribe decidió incluir una interpretación de Ovidi Montllor en la película La fuga de Segovia, donde el cantante catalán realizaba el papel de Oriol Solé Sugranyes , un preso catalán militante del  Movimiento Ibérico de Liberación-Grupos Autónomos de Combate.
La canción también ha recibido la interpretación de algunos cantantes extranjeros, como Nana Mouskouri en 1991 o Joan Baez en su disco Gracias a la Vida en 1974.

## Interpretación en directo
Han sido numerosas las interpretaciones que se han llevado a cabo de la canción tradicional, y algunos de los artistas que la han versionado como lo son Lidia Pujol o Joan Manuel Serrat la han incluido en algunos de sus conciertos.
La americana Joan Baez también interpretó "El Rossinyol" en algunas ocasiones, dedicando esta canción al político catalán Carles Puigdemont en una de estas.